# Seres (automobile)
Pour les articles homonymes, voir Seres.
Seres (anciennement SF Motors) est une marque de véhicule électrique commercialisée par Seres Group (anciennement Chongqing Sokon Industry Group ). Plusieurs de leurs filiales portent également le nom de « Seres ».
Son siège est à Santa Clara, en Californie. La société, qui est une filiale de Chongqing Sokon Industry Group, a établi plusieurs installations de R&D et est en train de concevoir et de produire une gamme de véhicules électriques basée aux États-Unis. L'entreprise a retardé le lancement d'un produit américain et licencié des centaines de travailleurs, dont 90 personnes dans son studio de design. La société est en partenariat avec un certain nombre de fournisseurs automobiles et technologiques.

## Usines et R&D
Seres a été fondée sous le nom de SF Motors à Santa Clara, en Californie, en janvier 2016, en tant qu'entreprise axée sur la production de véhicules électriques. Début 2017, la société mère de SF Motors, Sokon Industry Group, a obtenu des permis de production du gouvernement chinois pour produire des véhicules électriques.
La société a établi[Quand ?] sept installations de R&D dans quatre pays, dont les États-Unis, la Chine et l'Allemagne, et le Japon sera bientôt en ligne. Parallèlement à l'établissement d'un centre de R&D dans la région d'Ann Arbor au Michigan; Seres est également partenaire du centre d'innovation Mcity de l'Université du Michigan, qui se consacre à diriger la transformation vers des véhicules connectés et automatisés. SF Motors a organisé son premier séminaire sur la conduite autonome à l'Université du Michigan - Sokon en août 2017. Toutes les installations de R&D de Seres se concentreront sur la technologie intelligente du groupe motopropulseur électronique, l'ingénierie des véhicules, les systèmes de conduite intelligents, la technologie de batterie de nouvelle génération et les conceptions légères.
En 2017, SF Motors a finalisé l'acquisition de l'usine d'assemblage commercial général AM à Mishawaka, dans l'Indiana, ce qui en fait la seule entreprise de véhicules électriques à ce moment à disposer d'installations de fabrication aux États-Unis et en Chine. C'est la première usine de fabrication aux États-Unis détenue à 100% par SF Motors. L'acquisition comprend le maintien d'environ 430 employés dans l'usine qui ont auparavant aidé à construire des véhicules pour Mercedes-Benz et Hummer.

## Siège social
Afin de garantir un espace pour ses dirigeants, ses équipes et ses futurs employés, l'entreprise a recruté la société de design AAI pour construire son siège social de Santa Clara, en Californie, qui a ouvert ses portes en mars 2017. Le bâtiment de quatre étages peut accueillir plus de 200 personnes.
Le bâtiment dispose d'un garage avec bornes de recharge pour VE.

## Historique

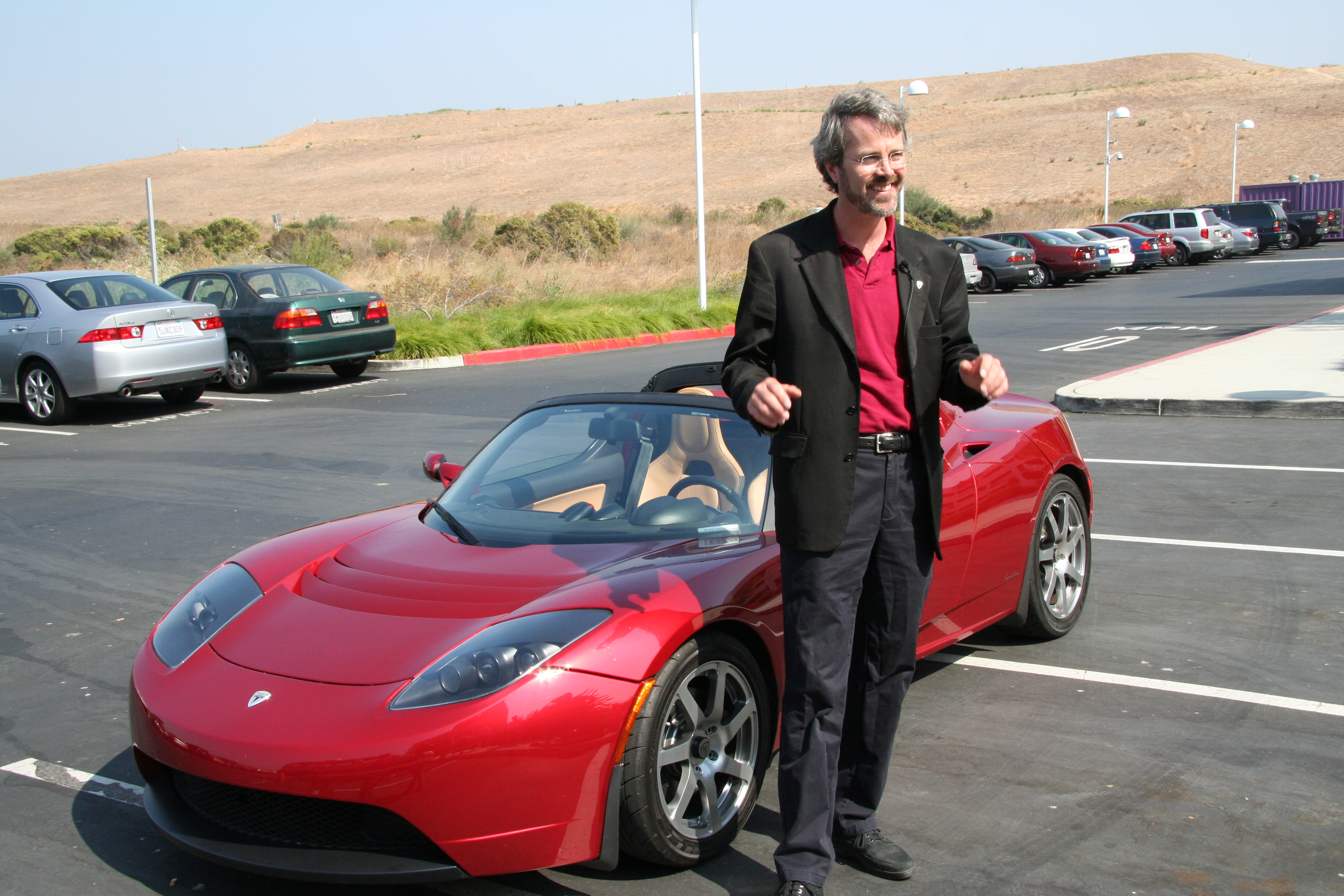
Chief Scientist Martin Eberhard.

- 28 janvier 2016 — SF Motors a été fondée dans la Silicon Valley, en Californie
- Septembre 2016 — Le cofondateur de Tesla, Martin Eberhard, rejoint SF Motors en tant que conseiller stratégique
- Janvier 2017 — La société mère de SF Motors (Sokon Industry Group) obtient un permis de production du gouvernement chinois pour produire des véhicules électriques
- Mars 2017 — SF Motors ouvre son siège social dans la Silicon Valley
- Avril 2017 — La société mère de SF Motors, Sokon Motors et l'Université du Michigan annoncent leur intention de créer un centre de recherche Michigan-Sokon
- Juin 2017 — SF Motors annonce son intention d'acquérir une usine d'assemblage automobile commerciale de Mishawaka auprès d'AM General, où le Hummer H2 était autrefois construit[8].
- Juillet 2017 — SF Motors organise la première réunion de partenariat mondial à son siège de la Silicon Valley.
- Juillet 2017 — SF Motors établit un centre de recherche sur la conduite intelligente à Pékin.
- Août 2017 — SF Motors organise le premier séminaire de conduite autonome de l'université du Michigan-Sokon.
- Septembre 2017 — La société mère de SF Motors a obtenu l'autorisation du gouvernement chinois d'émettre une obligation convertible d'une valeur maximale de 1,5 milliard de RMB pour SF Motors.
- Octobre 2017 — SF Motors a annoncé l'acquisition d'InEVit Inc., une startup de modularisation des batteries de véhicules électriques dirigée par Martin Eberhard, leader de l'industrie et cofondateur de Tesla, qui a rejoint la société en tant que scientifique en chef et vice-président du conseil d'administration de SF Motors[9].
- Mars 2018 — SF Motors dévoile ses voitures, deux véhicules utilitaires sport tout électriques, le SF5 compact et le SF7 intermédiaire[10].
- Juillet 2019 — Les plans d'assemblage du premier véhicule de l'entreprise, un SUV appelé SF5, ont été interrompus pour le marché américain. Les projets d'assemblage et de vente de SF5 en Chine restent inchangés. Des licenciements ont été annoncés au siège social de la société en Californie[11].
- Le même mois, Autocar a signalé que la société était à la recherche de partenaires britanniques pour fabriquer des véhicules électriques pour SF Motors. SF Motors servira de fournisseur et fournira des moteurs électriques et des batteries à tout partenaire potentiel[12].
- En avril 2021, Seres a lancé un SF5 mis à jour, entamant un partenariat avec Huawei, qui a participé au développement du véhicule, et vend les voitures dans les magasins Huawei[13],[14]. Selon des sources citées par Reuters, Huawei cherchait à reprendre Seres de sa société mère Chongqing Sokon, mais Huawei a nié avoir des plans pour une telle acquisition[15].

## Produits

### Seres
Seres est une marque de véhicule électrique commercialisée par Groupe Seres. Depuis 2023, la marque Seres est devenue une marque axée sur l'exportation, tandis qu'AITO est devenue une marque uniquement nationale.
- Seres 7 (pour commencer), SUV intermédiaire, rebadgé AITO M7
- Seres 5/SF5 (2019-présent), SUV compact
- Seres 3/E3 (2020-présent), SUV compact, rebadged Fengon E3[17],[18]
- Seres E1 (2022-présent), voiture de ville, Reba Big Brother Dongfeng Fengguang Mini EV

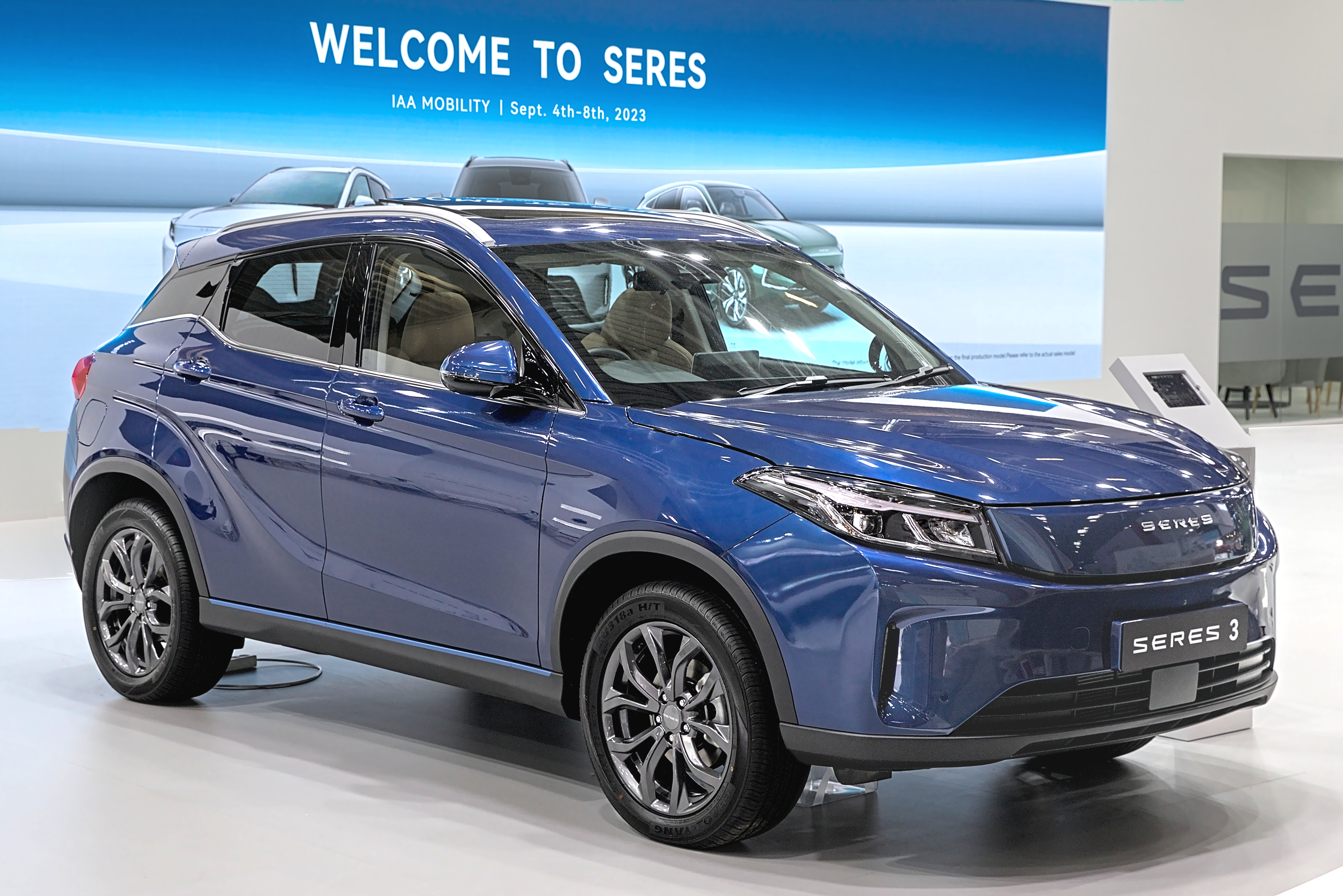
Seres 3
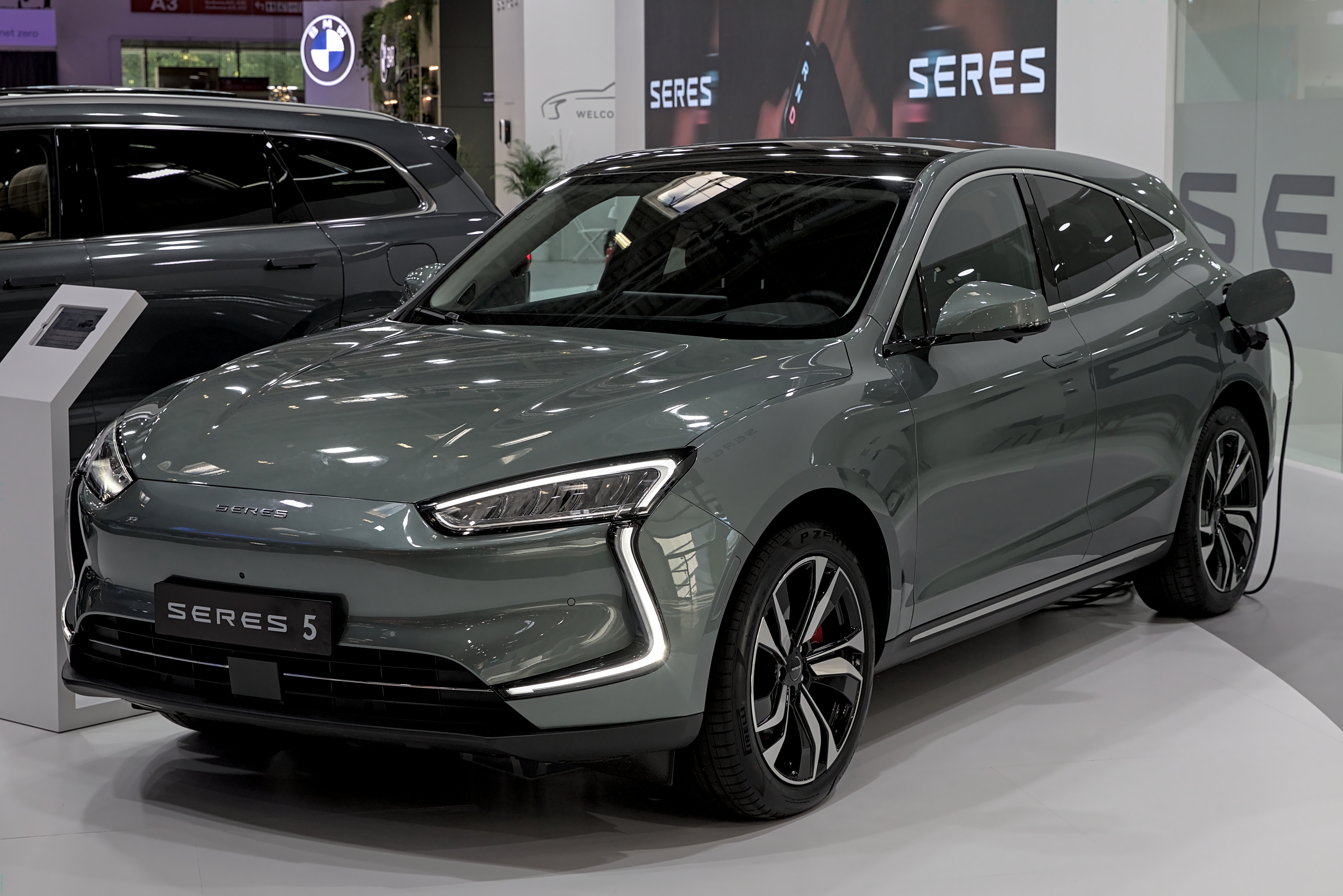
Seres 5
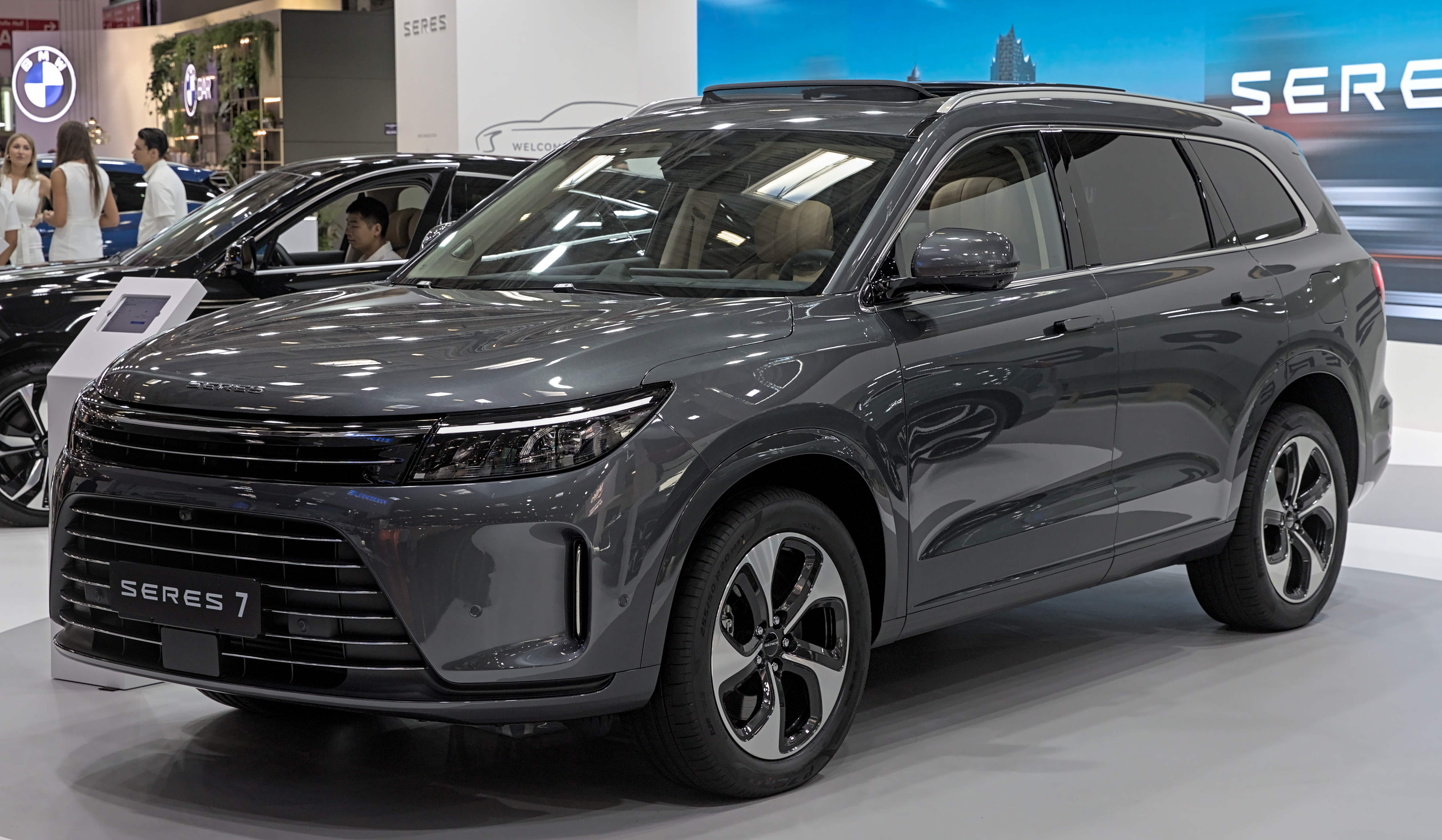
Seres 7
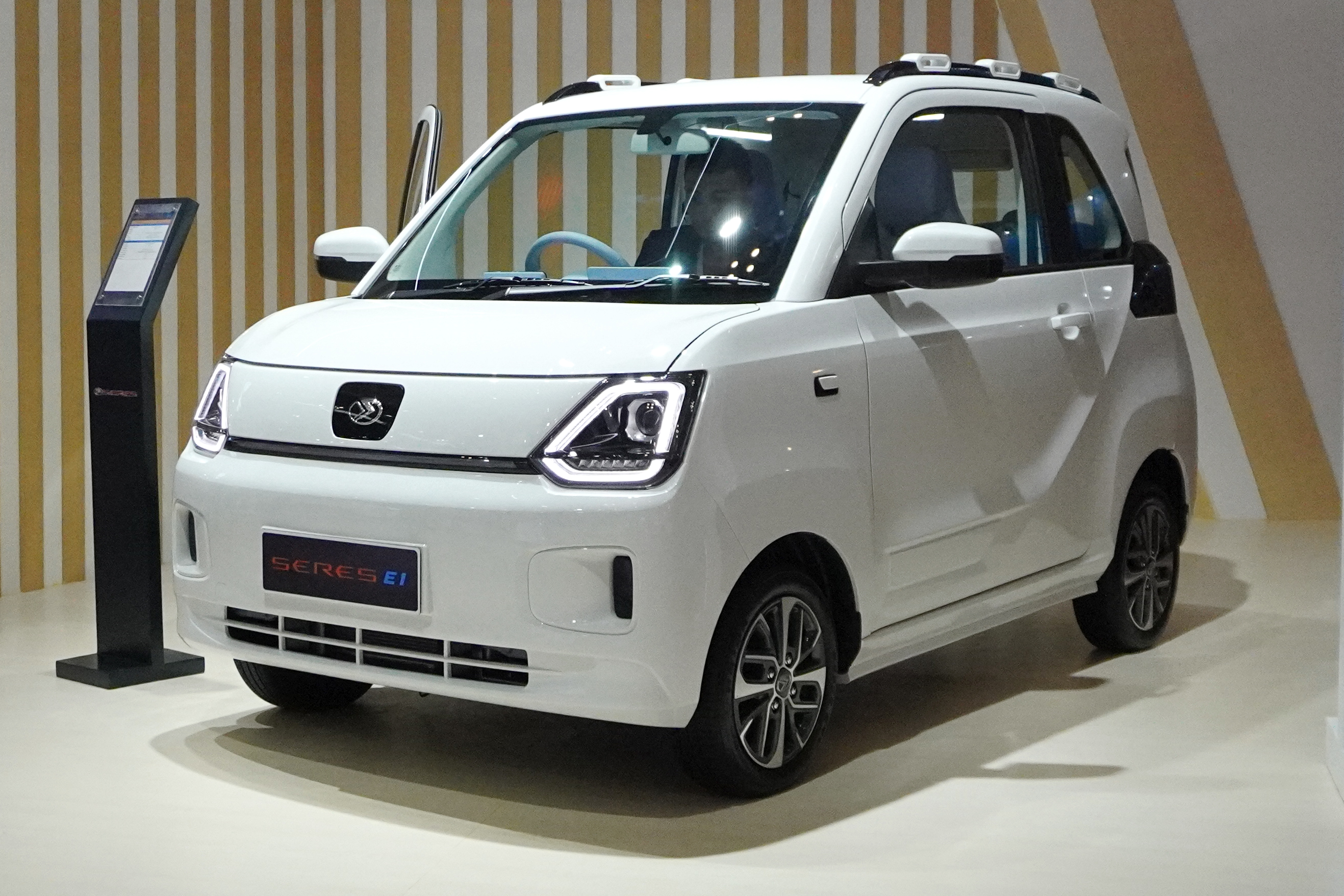
Seres E1

### AITO
AITO est une marque Seres Automobile qui collabore avec Huawei pour les véhicules électriques intelligents. Huawei est leader dans la conception des modèles AITO tandis que Seres dirige la production. Il n'est exploité que sur le marché chinois.

La marque AITO appartenait à Seres mais a été vendue à Huawei en juin 2023.

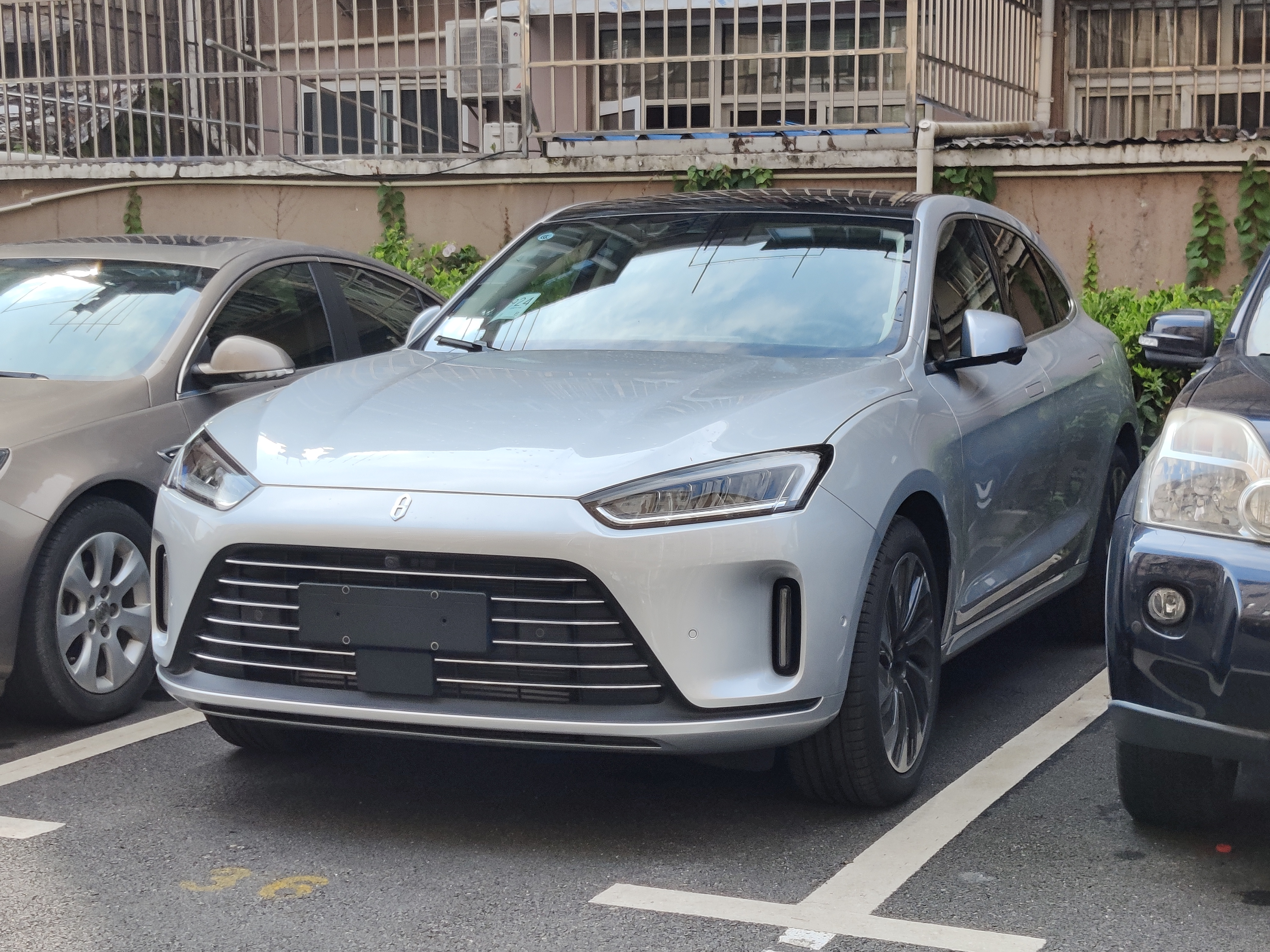
AITO M5
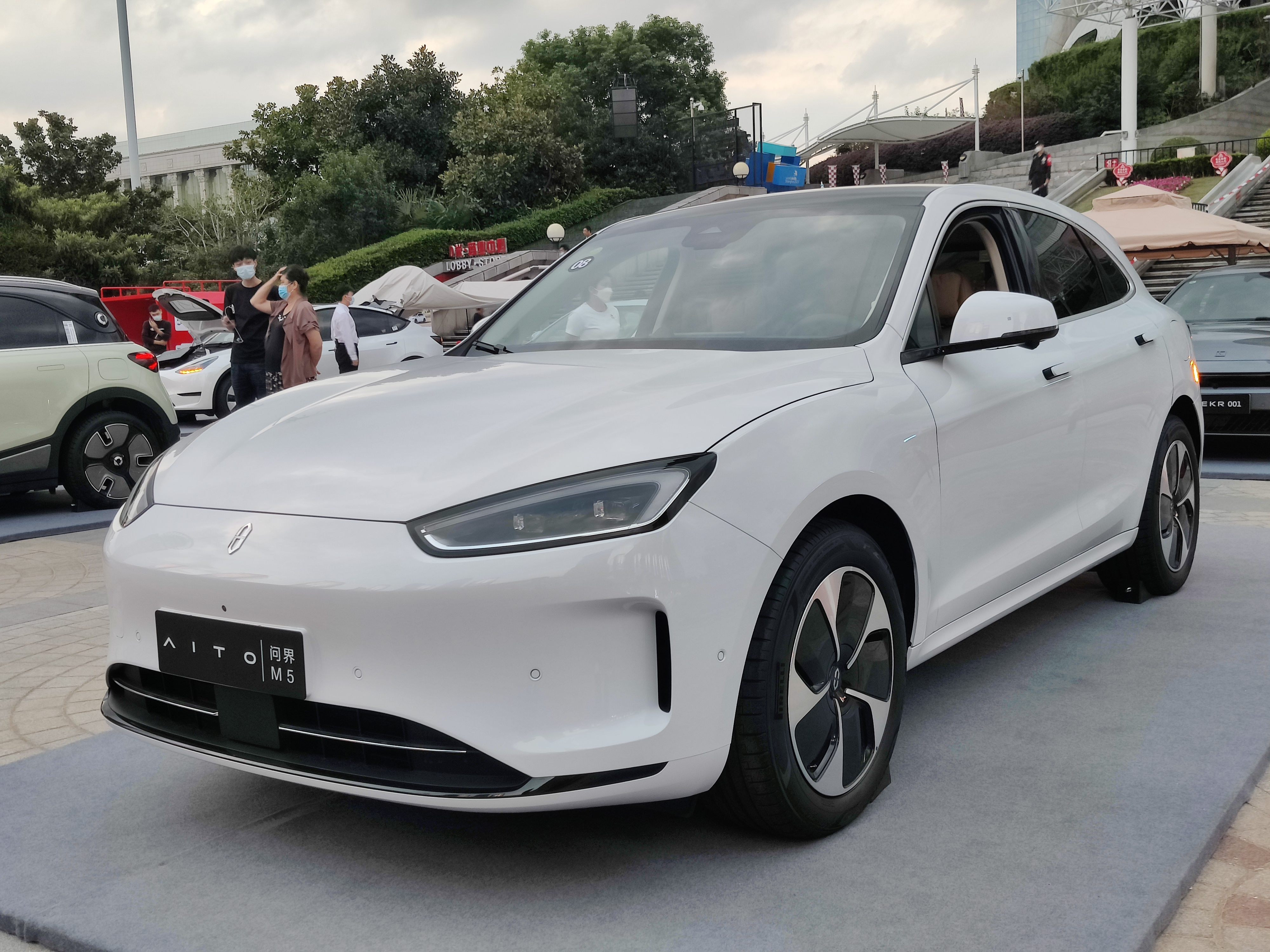
AITO M5 EV
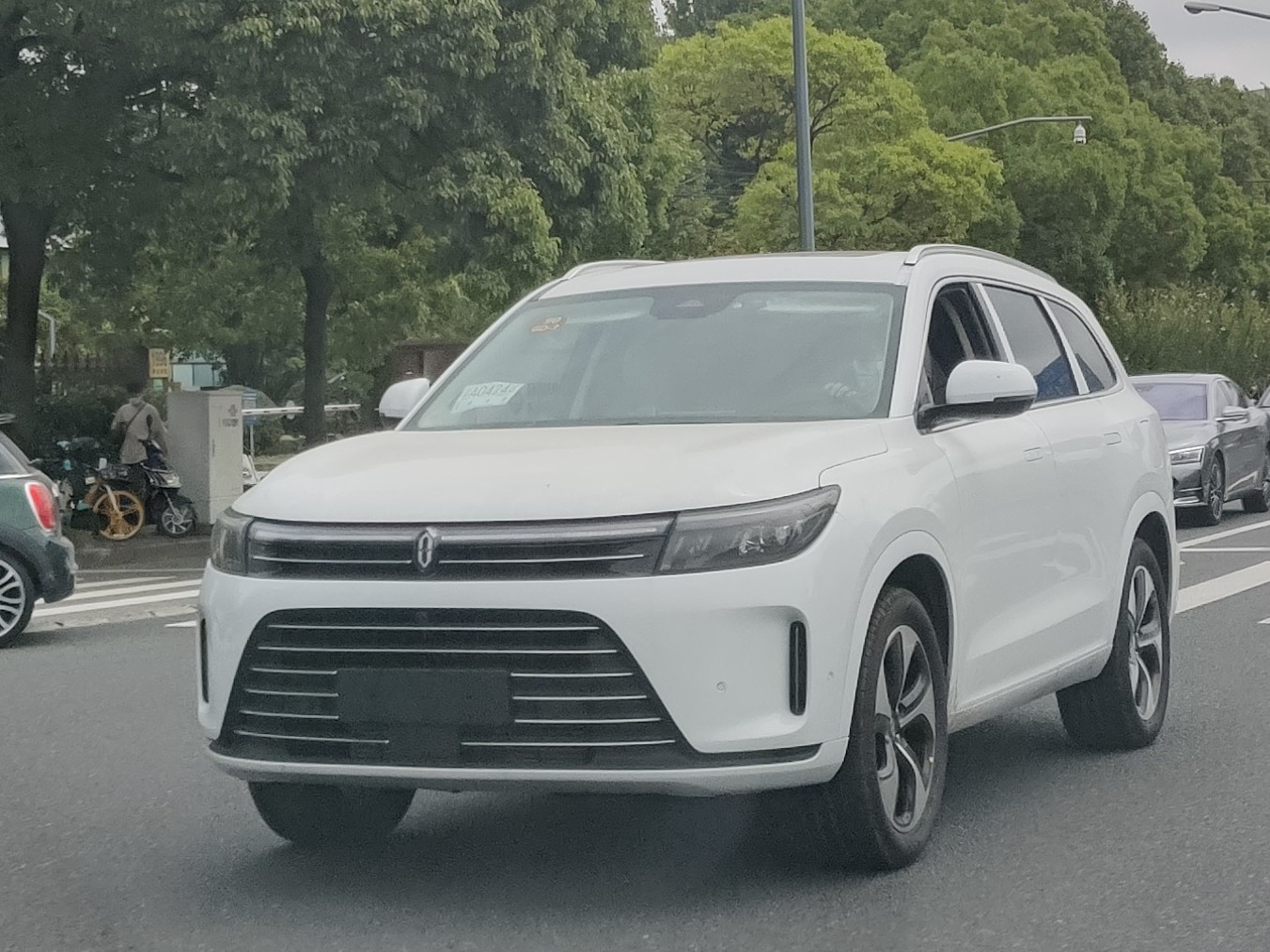
AITO M7

### Landian
Landian est la marque Seres de véhicules électriques économiques dévoilée en mars 2023. Le mot Landian signifie littéralement électricité bleue (蓝电) en chinois.
- Landian E5 (2022-présent), SUV compact, variante rebadgée PHEV du Fengon 580[21]
- Landian E3 (2023-présent), SUV sous-compact, rebadgé Fengon E3

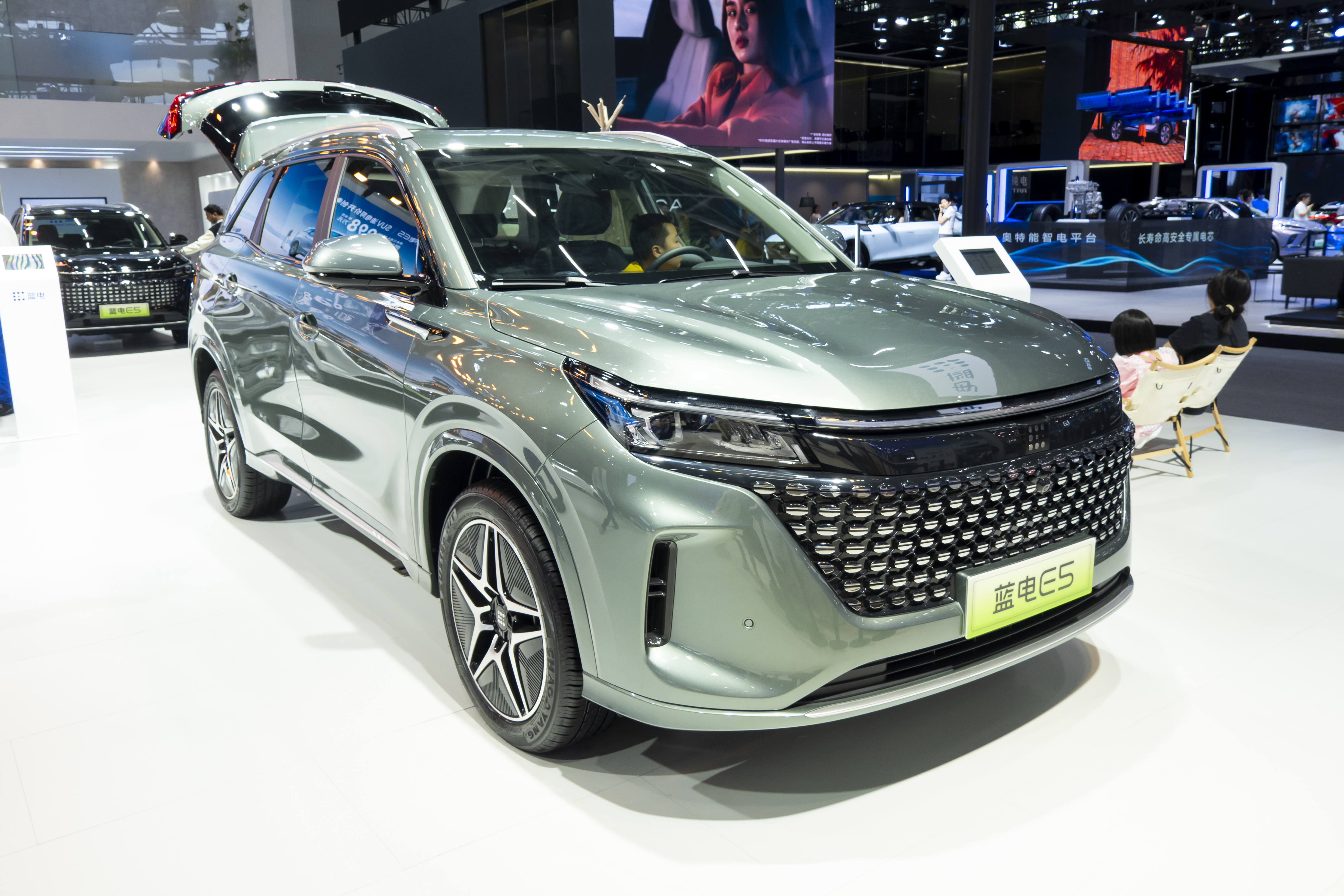
Landian E5